# Zaja Pandita

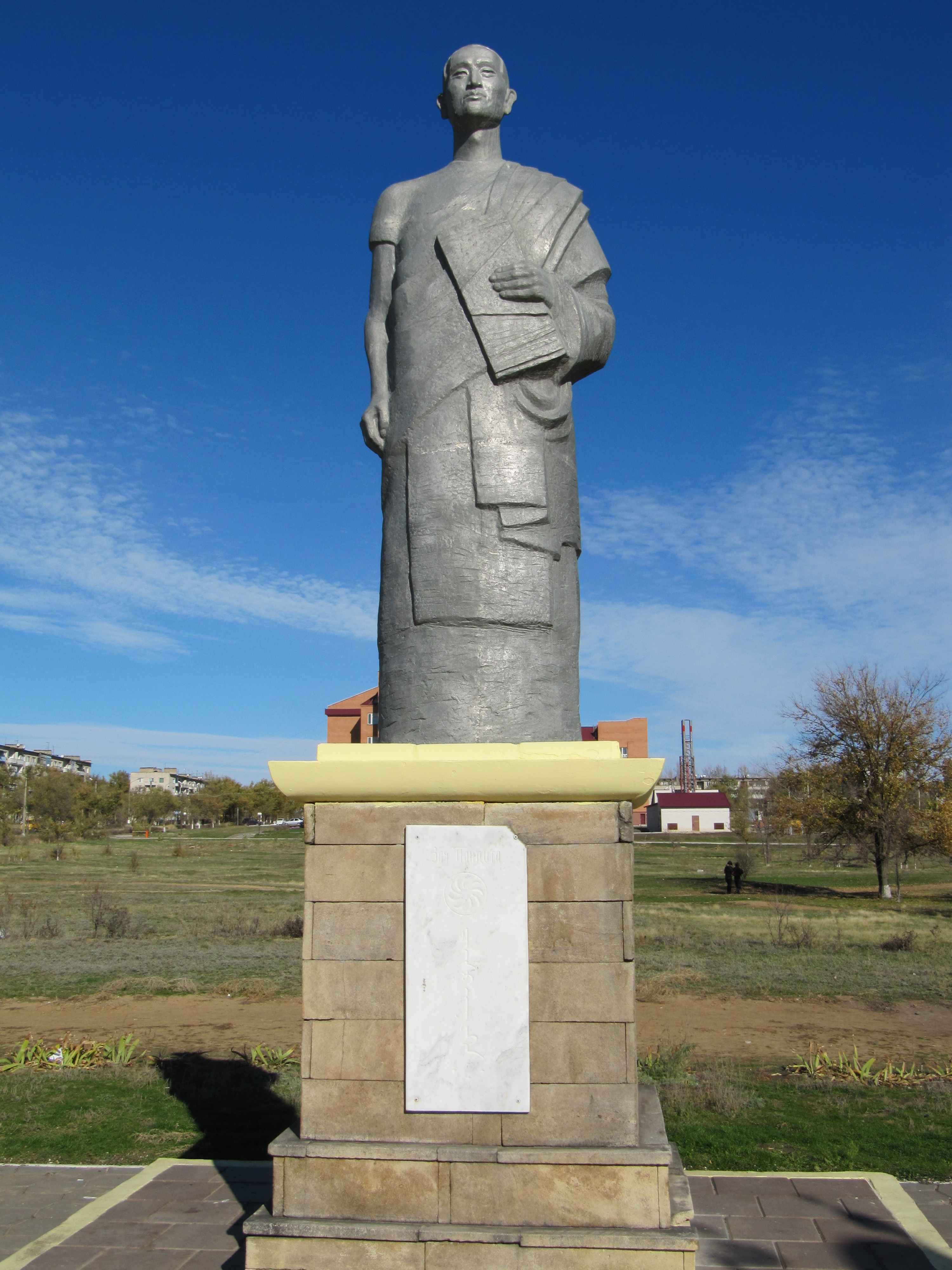
Pomnik Zaja Pandity, Elista, Kałmucja

Zaja Pandita (kalm. Зая-Пандит, mong. Зая Бандид, wymowa mongolska Dzaja Bandid; ur. 1599, zm. 1662) – ojracki mnich i misjonarz buddyzmu tybetańskiego, twórca pisma kałmucko-ojrackiego, powstałego na osnowie alfabetu staromongolskiego.

## Życiorys
Zaja Pandita urodził się jako piąty syn ojrackiego księcia Babachana. Babachan wprowadził buddyzm tybetański w ojrackim terytorium plemion Choszutów (kałmuckie Хошууд) i wyświęcił Zaja Panditę na mnicha buddyjskiego. W 1615 roku Zaja Pandita odbył podróż do Tybetu, gdzie studiował buddyzm u boku takich nauczycieli jak IV Panczenlama Lobsang Czokji Gjalcen z gelug. W roku 1638 opuścił Tybet na rzecz pracy misjonarskiej wśród plemion imperium mongolskiego. Zaja Pandita był od roku 1639 pierwszym ojrackim gubernatorem zwanym „Khutughtu” (przedstawicielem dalajlamy). Na podstawie pisma staromongolskiego utworzył on alfabet języka kałmuckiego zwany todo biczig. Przetłumaczył na ten język wiele tekstów buddyjskich z kanonów kangjur i tengjur (przynajmniej 170 pozycji), przyczyniając się do ugruntowania buddyzmu tybetańskiego jako religii narodowej Kałmucji aż do czasów współczesnych.